# Campo de Ourique
Campo de Ourique è una freguesia del Portogallo e un quartiere della città di Lisbona. Conta 22 140 abitanti (2021) e ricopre un'area di 1,65 km². La freguesia è nata in seguito all'accorpamento delle freguesias di Santa Isabel e Santo Condestável, determinato dalla riforma amministrativa del 2012.

## Monumenti e luoghi d'interesse
- Igreja do Santo Condestável, in Rua Saraiva de Carvalho
- Casa Fernando Pessoa, in Rua Coelho da Rocha n.º 16-18
- Jardim Teófilo Braga, in Rua Almeida e Sousa
- Il complesso edilizio ad uso residenziale e commerciale noto come Torres das Amoreiras, progettato da Tomás Taveira, in Avenida Engenheiro Duarte Pacheco
- Palazzo dei conti di Anadia, in Rua Silva Carvalho
- Cemitério Inglês, in Rua de São Jorge, n.º 6